# I morgen bli'r vi færdige
I morgen bli'r vi færdige er en dansk dokumentarfilm fra 1998, der er instrueret af Frode Højer Pedersen efter manuskript af Gritt Uldall-Jessen.

## Handling
Filmen handler om fire pigers liv bag en væv i Nepal, hvor mere end 150.000 børn arbejder som billig arbejdskraft på vævefabrikkerne. Den 12-årige Suri skal arbejde et halvt år for at betale sin mors gæld af. På fabrikken møder hun tre andre piger, og sammen beslutter de at gøre noget.